# ローマン・ヴァイデンフェラー
ロマン・ヴァイデンフェラー（Roman Weidenfeller、1980年8月6日 - ）は、西ドイツ・ラインラント＝プファルツ州ディーツ出身の元サッカー選手。元ドイツ代表。現役時代のポジションはゴールキーパー。ロマン・バイデンフェラーと表記されることもある。

## 経歴

### クラブ
下部リーグのプレーを経て、1996年に1.FCカイザースラウテルンの下部組織へ移籍。1999年にトップチーム昇格を果たし、2000年11月4日のシャルケ04戦でプロデビューを飾った。
2002年、イェンス・レーマンの控えとしてボルシア・ドルトムントへ移籍。控えながらもリーグ戦11試合に出場した。2003-04シーズンからはレーマンはアーセナルFCへ移籍したため、正GKに昇格。以降も2000年代後半の低迷期と、近年の栄光を知る選手として君臨している。
2007年8月、シャルケ04戦で相手FWゲラルド・アサモアに対し人種差別的な発言をしたとして、ドイツサッカー連盟から1万ユーロの罰金とリーグ戦3試合の出場停止処分を科された。
2015年よりロマン・ビュルキが加入し、第2GKに降格した。
2018年4月、2017-18シーズン限りで現役を引退することが発表された。

### 代表
U-21とB代表から招集を受けたことがあるが、長らくA代表からは声が掛からなかった。2013年11月19日のイングランド代表との親善試合で33歳と遅咲きながらもデビューを飾り、1-0と完封勝利に貢献した。2014年に開催されたFIFAワールドカップにも代表メンバーに選出され、出場機会はなかったものの優勝を経験した。

## 個人成績
| シーズン | 所属クラブ             | リーグ戦 | リーグ戦 | カップ戦 | カップ戦 | UEFA主催 | UEFA主催 | 合計 | 合計 |
| シーズン | 所属クラブ             | 出場     | 得点     | 出場     | 得点     | 出場     | 得点     | 出場 | 得点 |
| -------- | ---------------------- | -------- | -------- | -------- | -------- | -------- | -------- | ---- | ---- |
| 2000–01  | カイザースラウテルン   | 3        | 0        | 0        | 0        | 1        | 0        | 4    | 0    |
| 2001–02  | カイザースラウテルン   | 3        | 0        | 0        | 0        | 0        | 0        | 3    | 0    |
| 2002–03  | ボルシア・ドルトムント | 11       | 0        | 3        | 0        | 0        | 0        | 14   | 0    |
| 2003–04  | ボルシア・ドルトムント | 17       | 0        | 4        | 0        | 6        | 0        | 27   | 0    |
| 2004–05  | ボルシア・ドルトムント | 26       | 0        | 1        | 0        | 0        | 0        | 27   | 0    |
| 2005–06  | ボルシア・ドルトムント | 24       | 0        | 1        | 0        | 2        | 0        | 27   | 0    |
| 2006–07  | ボルシア・ドルトムント | 34       | 0        | 2        | 0        | 0        | 0        | 36   | 0    |
| 2007–08  | ボルシア・ドルトムント | 14       | 0        | 0        | 0        | 0        | 0        | 14   | 0    |
| 2008–09  | ボルシア・ドルトムント | 32       | 0        | 3        | 0        | 2        | 0        | 37   | 0    |
| 2009–10  | ボルシア・ドルトムント | 30       | 0        | 3        | 0        | 0        | 0        | 33   | 0    |
| 2010–11  | ボルシア・ドルトムント | 33       | 0        | 2        | 0        | 8        | 0        | 43   | 0    |
| 2011–12  | ボルシア・ドルトムント | 32       | 0        | 4        | 0        | 6        | 0        | 42   | 0    |
| 2012–13  | ボルシア・ドルトムント | 31       | 0        | 5        | 0        | 13       | 0        | 49   | 0    |
| 2013–14  | ボルシア・ドルトムント | 30       | 0        | 4        | 0        | 9        | 0        | 43   | 0    |
| 2014–15  | ボルシア・ドルトムント | 25       | 0        | 0        | 0        | 7        | 0        | 32   | 0    |
| 2015–16  | ボルシア・ドルトムント | 1        | 0        | 0        | 0        | 13       | 0        | 14   | 0    |
| 2016–17  | ボルシア・ドルトムント | 7        | 0        | 2        | 0        | 2        | 0        | 11   | 0    |
| 通算     | 通算                   | 347      | 0        | 34       | 0        | 69       | 0        | 450  | 0    |

## 代表歴

### 出場大会
- U-16ドイツ代表
  - 1997年 - UEFA U-16欧州選手権（3位）
- U-17ドイツ代表
  - 1997 - FIFA U-17世界選手権（4位）
- ドイツ代表
  - 2014年 - 2014 FIFAワールドカップ（優勝）

### 試合数
- 国際Aマッチ 5試合 0得点（2013年-2015年）[3]

| ドイツ代表 | 国際Aマッチ | 国際Aマッチ |
| 年         | 出場        | 得点        |
| ---------- | ----------- | ----------- |
| 2013       | 1           | 0           |
| 2014       | 3           | 0           |
| 2015       | 1           | 0           |
| 通算       | 5           | 0           |

## タイトル

### クラブ
ボルシア・ドルトムント
- ブンデスリーガ：2回 (2010-11, 2011-12)
- DFBポカール：2回 (2011-12, 2016-17)
- DFLスーパーカップ：2回 (2013, 2014)

### 代表
ドイツ代表
- FIFAワールドカップ：1回 (2014)